# Кириченко Ірина Миколаївна
Ірина Миколаївна Кириченко (рос. Ирина Николаевна Кириченко; 29 січня 1931, Київ — 11 лютого 2011, Москва) — українська і російська акторка театру і кіно.

## Біографія
Народилася 29 січня 1931 року в Києві. У 1954 році закінчила в Москві Школу-студію МХАТ (майстерня С. К. Блинникова і Г. А. Герасимова). У 1954 році одружилася з однокурсником Левом Дуровим. На початку театральної кар'єри грала в театрі «Современник» і в театрі імені Ленінського комсомолу. З 1967 року служила в театрі на Малій Бронній.
Померла в Москві 11 лютого 2011 року після тривалої хвороби. Похована на Бабушкінському кладовищі.

## Вибрана фільмографія
- 1971 — Слідство ведуть ЗнаТоКі. На місці злочину
- 1974 — Дивні дорослі

## Сім'я
- Чоловік — актор Лев Дуров (1931—2015)
- Дочка — акторка Катерина Дурова (1959—2019)